# جيف بريسكوت
جيف بريسكوت (بالإنجليزية: Jeff Prescott)‏ هو مصارع هاوي أمريكي، ولد في 1969.

## روابط خارجية
- جيف بريسكوت على موقع قاعدة بيانات المصارعة الدولية (الإنجليزية)